# استاین‌وی و پسران

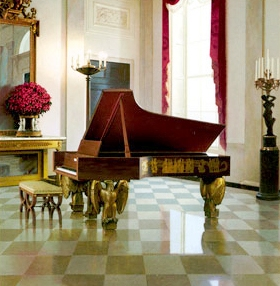
پیانوی گرند استاین‌وی با پایه‌های مزین به عقاب طلایی در کاخ سفید

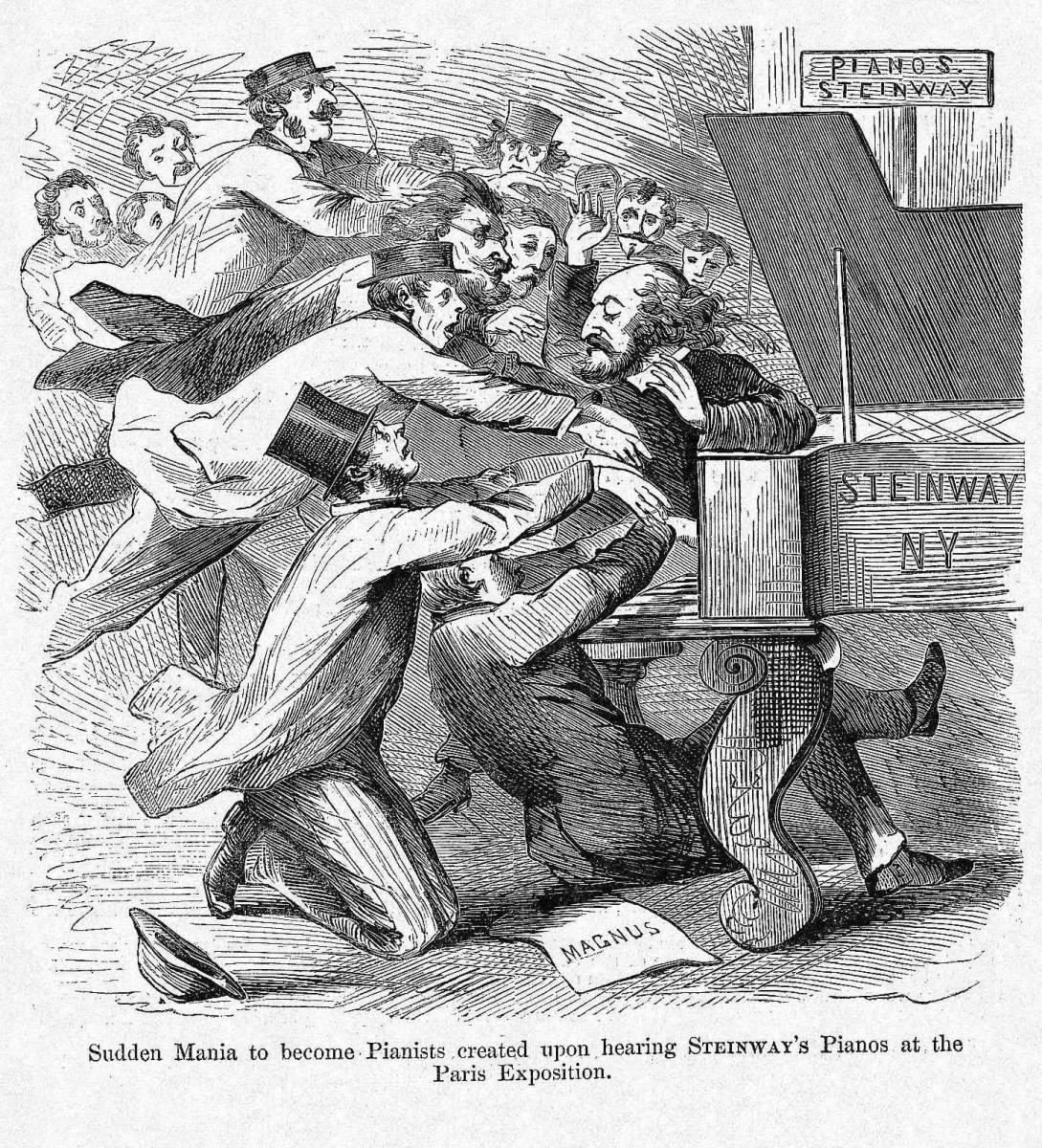
کارتونی از نمایشگاه جهانی پاریس (۱۸۶۷) که عشق و علاقه ناگهانی مردم برای پیانیست شدن را پس از شنیدن پیانوی استاین‌وی نشان می‌دهد

استاین‌وِی و پسران (به انگلیسی: Steinway & Sons) هم‌چنین مشهور به اشتاین‌وی یا اشتاین‌وی اَند سانْز، سازندهٔ معتبر آلمانی-آمریکایی پیانوهای دست‌ساز است. شرکت اشتاین‌وی در سال ۱۸۵۳ میلادی، توسط یک مهاجر آلمانی‌تبار به نام هنری انگلهارد استاین‌وی در شهر نیویورک در ایالات متحده آمریکا تأسیس شد. موفقیت کارخانهٔ پیانوی استاین‌وی در کویینز، نیویورک باعث شد که این شرکت، کارخانه‌ای را نیز در هامبورگ، آلمان راه‌اندازی کند.
پیانوهای استاین‌وی مورد تأیید و استفادهٔ خانواده سلطنتی بریتانیا است. همچنین، پیانیست‌های بزرگ و سرشناس و نیز ارکسترهای بزرگ و معروف جهان از پیانوهای استاین‌وی استفاده می‌کنند.